# Gossypium arboreum

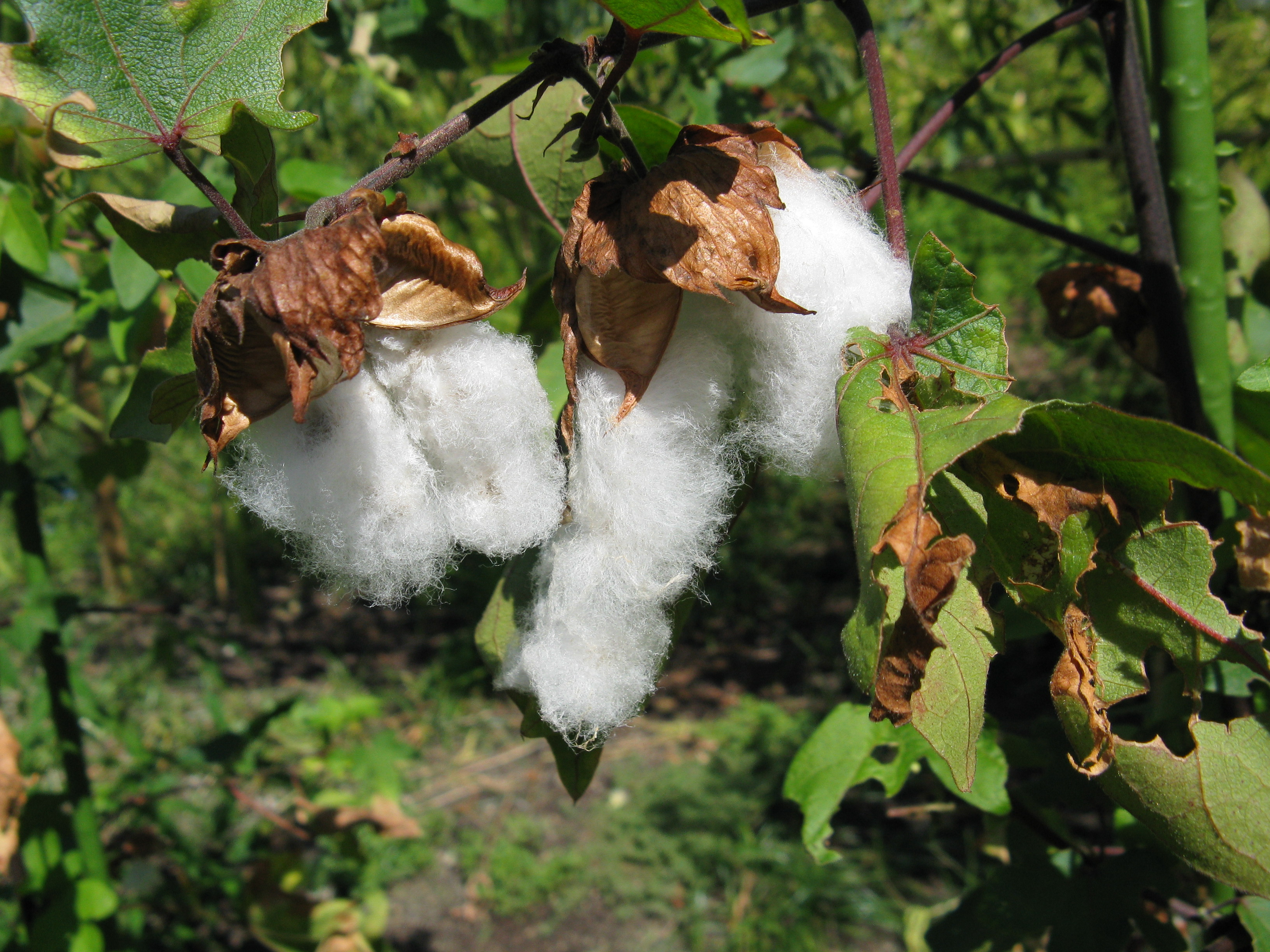
Frutos maduros in situ con el algodón de las semillas del todo desarrollado.

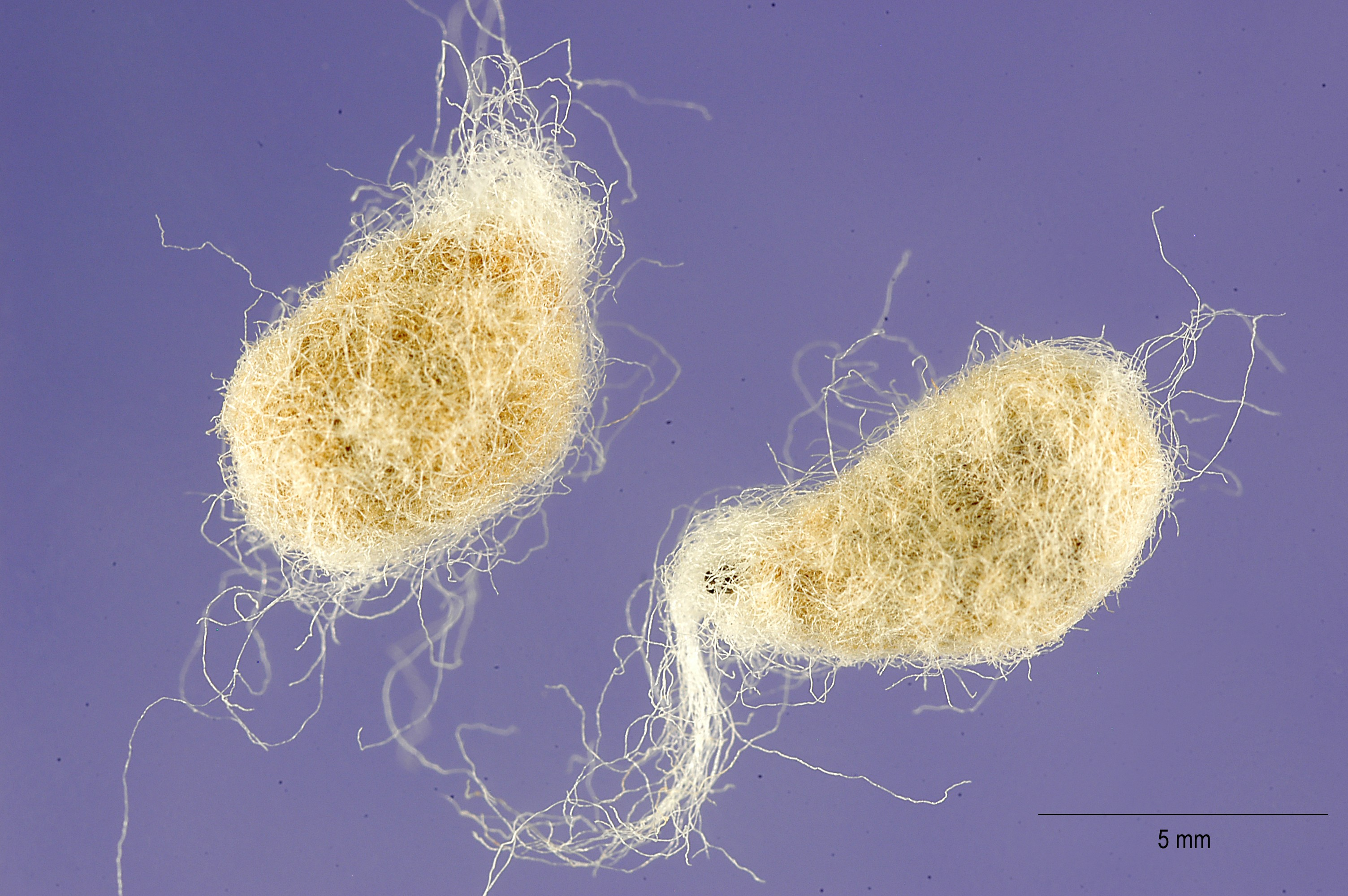
Semillas envueltas en su algodón.

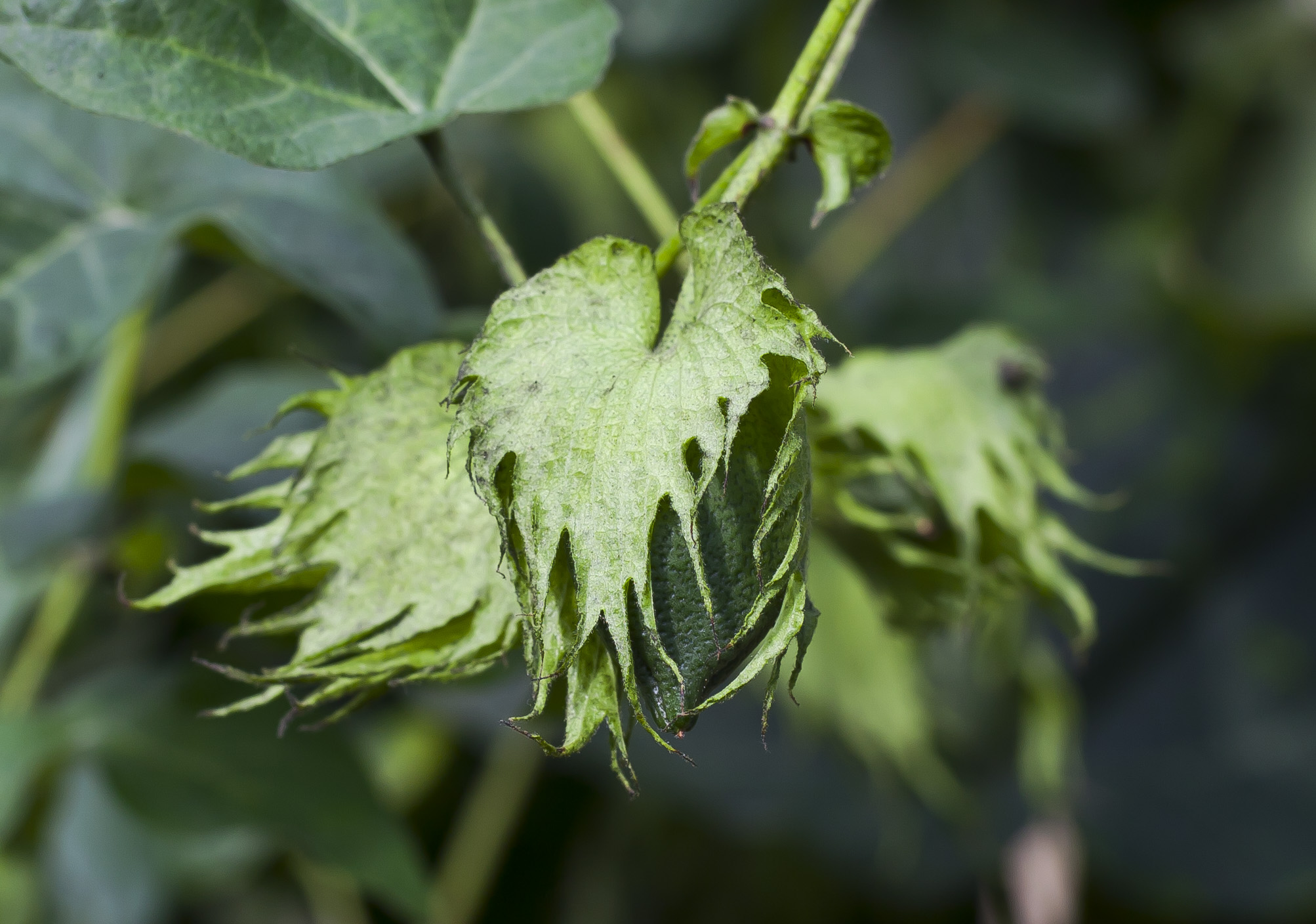
Detalle del fruto.

Gossypium arboreum, el algodonero arbóreo o árbol del algodón, es una especie de plantas con flores perteneciente a la familia Malvaceae. Es una de las pocas especies de algodón que se cultiva.

## Descripción
Subarbustos o arbustos, perennes, de 2-3 m de altura. Ramillas jóvenes vellosas. Estípulas filiformes, caducas. Hojas con pecíolo de 2-4 cm, puberulentas y vellosas; limbo 3-5-lobulado, de 4-8 cm de diámetro, con lóbulos oblongo-lanceolados, oblongos, ovados u obovados, el envés estrellado puberulento. Flores solitarias, axilares, con pedúnculo de 1,5-2,5 cm, vellosas. Epicáliz con 3 lóbulos soldados en el tercio basal de su longitud su base, ovado-cordados o triangular, de unos 2,5 cm, con vellosidades estrelladas en los nervios, 3 - o 4-dentados. Cáliz en forma de copa. Corolla amarillo, a menudo púrpura oscuro en el centro, acampanada, con pétalos de 3-5 cm.Columna estaminal de 1,5-2 cm; filamentos de longitud uniforme. Fruto en cápsula con 3 (o 4 o 5) lóculos, en forma de cono, por lo general pendular, de unos 3 cm, glabras, con numerosas manchas aceitosas y glandular diminutas, ápice cónico y picudo. Semillas 5-8 por lóculo, libres, ovoides, de 5-8 mm de diámetro, con pelusa blanca más bien corta y medianamente persistente. Florece de junio a septiembre.

## Distribución
Nativo de Asia meridional (India y Sri Lanka) y ampliamente difundido y cultivado en África (Madagascar), en Asia templada (China, Japón, Corea) y en Asia tropical (Bangladés, India, Pakistán, Birmania). Esporádicamente cultivado en Europa del Sur (Portugal y España).

## Sinónimos
Según The Plant List
- Gossypium albiflorum Tod.
- Gossypium anomalum G.Watt nom. illeg.
- Gossypium arboreum var. cernuum (Tod.)Hutch. & Ghosh
- Gossypium arboreum var. wightianum (Tod.) M.R.Almeida
- Gossypium asiaticum Raf.
- Gossypium bani (G.Watt) Prokh.
- Gossypium cernuum Tod.
- Gossypium comesii Sprenger
- Gossypium figarei Tod.
- Gossypium glabratum Tod.
- Gossypium gracile Salisb.
- Gossypium indicum Lam.
- Gossypium intermedium Tod.
- Gossypium nanking var. bani G.Watt
- Gossypium neglectu Tod.
- Gossypium obtusifolium Roxb. ex G.Don
- Gossypium obtusifolium var. wightiana G.Watt
- Gossypium perennans Delile ex Roberty
- Gossypium puniceum Fenzl
- Gossypium purpurascens Poir. ver en su propio artículo.
- Gossypium roseum Tod.
- Gossypium roxburghii Tod.
- Gossypium royleanum Tod.
- Gossypium rubicundum Roxb. ex Wight & Arn.
- Gossypium rubrum Forssk.
- Gossypium sanguineum Hazsl.
- Gossypium soudanense (G.Watt) G.Watt
- Gossypium vaupelii J.Graham
- Gossypium wattianum S.Y.Hu
- Gossypium wightianum Tod.
- ?Hibiscus albiflorus Kuntze
- Hibiscus purpurascens Kuntze